# Завиша, Ян Янович
Ян Завиша (около 1550 — 1626) — политический деятель Великого Княжества Литовского. Подкоморий лидский (с 1593 по 1596), воевода мстиславский (с 1596 по 1599) и витебский (с 1599 по 1626).
Староста суражский (с 1599).

## Биография
Выходец из дворянского рода Завишей, первый сын Яна.
В 1609 финансировал деревянный костел во имя Архангела Михаила в Белогруде Лидского уезда.
Автор писем к жителям Витебска (март 1621), призванных предупредить повторение бунтов против епископа Иосафата Кунцевича.
В браке с Анастасией Тризней имел сына Николая.